# Tù nhân chính trị

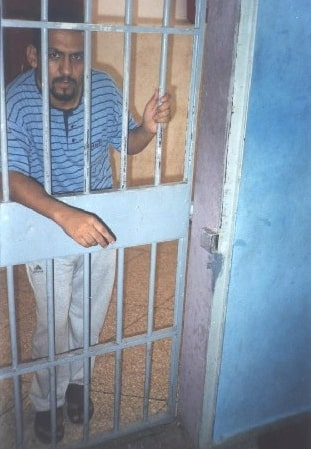
Nhà hoạt động chính trị Ali Salem Tamek trong nhà tù Ait Melloul, Agadir, 2005. Anh bị tống giam với cáo buộc "xúi giục gây rối trật tự công cộng"

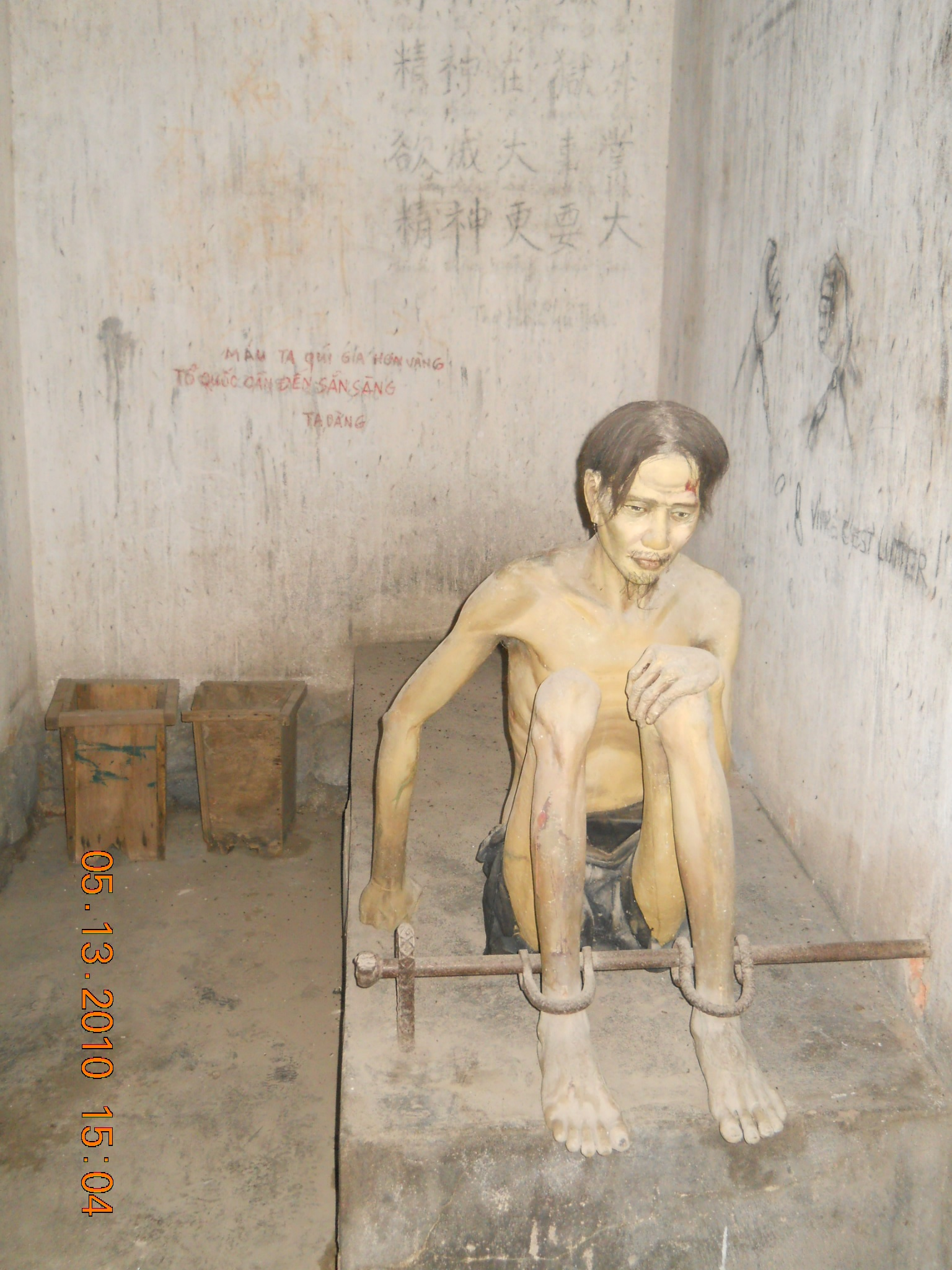
Hình tượng tù nhân chính trị dưới chính quyền Việt Nam Cộng hòa ở bảo tàng Chứng tích chiến tranh, TP Hồ Chí Minh

Tù nhân chính trị hay phạm nhân chính trị, chính trị phạm là một người bị giam giữ trong nhà tù hay quản thúc tại gia do hình ảnh hay chính kiến, hành động của người này bị chính quyền xem là đe dọa hay thách thức đến quyền lực của chính quyền hay an ninh và chủ quyền quốc gia. Đây cũng là trường hợp một phạm nhân chính trị bị giam giữ nhưng không qua xét xử công khai theo đúng thủ tục pháp lý. Một tù phạm chính trị cũng có thể là tù nhân lương tâm bị tước quyền tại ngoại hầu tra có bảo lãnh và quyền được tha theo lời hứa danh dự. Trong nhiều án, tòa án sẽ đưa ra các chứng cứ ngụy tạo để che giấu tính chất chính trị của vụ án để tránh bị trong quốc tế và trong nước quốc gia đó lên án là vi phạm nhân quyền và đàn áp những người bất đồng chính kiến.

## Liên Hợp Quốc
Vấn đề tù nhân chính trị và nhân quyền đã được Liên Hợp Quốc quan tâm. Năm 2014 Tổ chức quốc tế này nêu danh Bắc Triều Tiên đã thi hành chính sách vi phạm và đàn áp nhân quyền. Tại quốc gia này ước tính có khoảng 80.000-100.000 người tù nhân chính trị bị giam cầm.